# American Kickboxer
American Kickboxer, também conhecido como American Kickboxer 1 é um filme estadunidense de artes marciais. Foi dirigido por Frans Nel e estrelado por John Barrett e Keith Vitali.

## Sinopse
A estrela da luta, BJ Quinn, é presa injustamente por um assassinato acidental graças ao testemunho de Jacques Denard. Um ano depois, BJ é então desafiado por Denard pela quantia de cem mil dólares.

## Elenco
- John Barrett… BJ Quinn
- Keith Vitali… Chad Hunter
- Terry Norton… Carol
- Brad Morris… Jacques Denard
- Ted Le Plat… Willard
- Michael Huff… Robert Bentley
- Len Sparrowhawk… Bob Wiser
- Roger Yuan… Howard
- Evan J. Klisser… Jason
- Gavin Hood… Ken
- Patrick Lyster… Promotor (como Paddy Lyster)
- Larry Martin… Juiz
- Gary Chalmers… Advogado
- Frank Notaro… Doutor
- Tootsie Lombard… Enfermeira